# Ulster
Ulster (irsky Uladh) je historická provincie (irské království) na severovýchodě Irska. Větší část Ulsteru je jako takzvané Severní Irsko součástí Spojeného království, menší část náleží k Irské republice. Toto rozdělení Ulsteru pochází z roku 1920 a od roku 1922 je mezinárodní hranicí. Přesto většina lidí říká Severnímu Irsku Ulster.
Z devíti historických ulsterských hrabství jich k Severnímu Irsku náleží šest, Antrim (Aontroim), Armagh (Ard Mhacha), Down (An Dún), Fermanagh (Fear Manach), Londonderry (Doire) a Tyrone (Tír Eoghain). Irští nacionalisté na obou stranách hranice o nich často hovoří jako o Šesti hrabstvích (Na Sé Condaetha), zatímco probritští unionisté dávají přednost výrazům Ulster nebo Provincie (the Province). Zbývající tři hrabství, Cavan (An Cabhán), Donegal (Dún na nGall/Tír Chonaill) a Monaghan (Muineachán) jsou částí Irské republiky.
Nejhustější osídlení je na východě; polovina obyvatel provincie žije v hrabstvích Antrim a Down. Největším městem Ulsteru je Belfast (Béal Feirste).
Téměř výhradním jazykem běžné komunikace v Ulsteru je angličtina, pouze v odlehlých částech hrabství Donegal se stále ještě hovoří irsky.
K přírodním pozoruhodnostem Ulsteru patří Lough Neagh, největší jezero na Irském ostrově a zároveň na celých Britských ostrovech, mořské útesy Slieve League, druhé nejvyšší v Evropě nebo sloupovité čedičové útvary Giant's Causeway, které jsou zapsány na seznam světového dědictví UNESCO.
Severní Irsko (Ulster) má dvě university. Starší, založená pod jménem „Queen’s College“ v roce 1845, se stala universitou v 1908. To znamená, že QUB (Queen's University Belfast) je druhou nejstarší universitou Irského ostrova (po Trinity College v Dublinu, která byla založena roku 1592).
Ulster má také jednu z nejmladších universit „University of Ulster“, tedy Ulsterskou universitu. Její založení a umístění v blízkosti protestantského města Coleraine údajně přispělo k občanským nepokojům od roku 1968. Katolická menšina ji chtěla umístit v druhém největším městě provincie – Derry, kde již existovala Magee College.